# リード・テクニック
リード・テクニック（英: Reid technique）とは、1950年代にアメリカ合衆国で開発された容疑者に対する尋問法である。日本語ではリード式尋問法とも呼ばれることがある。
リード・テクニックはシカゴ市警察の元警察官で、ポリグラフの専門家でもあったジョン・E・リード（John E. Reid、1910年-1982年没）により大成された尋問術であり、支持者からは心理学的メソッドであるリード・テクニックは、事情聴取に気乗りしない容疑者から情報を引き出すのに有用であると主張される一方、批評家によってはこの技術が無実の人々、とりわけ少年から容認できないほどの高確率で虚偽の自白を引き出すことが可能であると主張されており、数々の冤罪事例や社会実験によりこの説が補強されてきたという事実がある。

## 概要

### 前史
1930年代半ばまで、アメリカ合衆国の警察は容疑者の尋問に際して公然と水責めなどの拷問を行っており、これを第3度という暗語で称していた。しかし、1936年に合衆国最高裁判所はブラウン対ミシシッピ州事件に於いて、「被疑者の同意しない暴力により引き出された自白は、デュー・プロセス修正第14条違反である。」として、排除法則を適用した。
これにより、尋問の際の拷問は少なくとも米国内の法執行機関では正式に違法化され、米国警察は1920年代より研究開発が盛んに行われていたポリグラフの導入や、それと平行して拷問に代わる新たな非暴力型の尋問術の研究を進めていくこととなった。リード・テクニックはこのような背景の中で生み出された技術でもあった。
リード・テクニックの原型となる技術は、1942年にノースウェスタン大学のフレッド・E・インバウ（Fred E. Inbau、1909年-1998年）の著書である「Lie Detection and Criminal Interrogation（嘘の発見と刑事尋問）」の初版本にて、初めて世に示された。インバウは1930年代初頭にテュレーン大学にて法学位を取得した後、ノースウェスタン大学に転じてジョン・ヘンリー・ウィグモアの師事の下、シカゴ警察と共同で非暴力の尋問術の探求を行った。シカゴ警察は全米でも有数のマフィアの組織犯罪と対峙していた法執行機関で、1929年の聖バレンタインデーの虐殺の後に科学的犯罪検出研究所（Scientific Crime Detection Laboratory）を設立し、拷問に代わる先進的な尋問術の研究を行っていた。シカゴの科学的犯罪検出研究所は、後のFBI研究所の源流の一つともなった。
一方、リードはデポール大学で法学位を取得した後に、1936年にシカゴ警察に入署。1947年に独立起業のために退署するまで、科学的犯罪検出研究所にてポリグラフの専門家として奉職した。シカゴ警察を退署後にジョン・E・リード・アンド・アソシエイツ社（以下リード社）を設立したリードは、在署中に研究者として接点を持ったインバウと1953年に「Lie Detection and Criminal Interrogation（第3版）」の共著を行ったが、意外なことにリードとリード社自身は後年のリード・テクニックの普及後も、専攻自体はあくまでも「ポリグラフの研究開発及びその普及」としていたという。

### 技術の大成と普及
リード・テクニックがその名声を高めたのは、1955年にネブラスカ州リンカーンで発生したナンシー・パーカー強姦殺人事件の捜査であった。リードは事情聴取にて、被害者の夫であるダレル・パーカー容疑者から自白を引き出すことに成功、パーカーは後日になって自供内容を撤回したが、後の刑事裁判では自白に基づく供述調書が証拠採用され、陪審員はパーカーに有罪判決を下し、終身刑が宣告された。迷宮入りも危惧された難事件を解決に導いたことによりリードの技法（リード・テクニック）は一躍全米に名を轟かせたのである。
リードはこの事件における成功をバネにしてリード社に更に多数のスタッフを雇用し、リード社はリード・テクニックの商標登録を行った。また、リードとインバウは1962年に自身が研究してきた尋問術の集大成を「Criminal interrogation and confessions（刑事尋問と告白）」として上梓し、リード・テクニックが名実共に技術体系として確立された。「Criminal interrogation and confessions」は2013年までに5版が出版されたが、1940年代から1950年代に全米の300以上の殺人事件で被疑者から自白を引き出し「尋問の達人」としての名声を確かなものとしていたリードの尋問術は、2010年代現在に至るまで米国史上最も強い影響力を残した非暴力的尋問術であるとされている。
1966年、アリゾナ州でミランダ対アリゾナ州事件が結審し、容疑者の黙秘権を認めるミランダ警告のルールが確立されたが、リード・テクニックは依然として北米の法執行機関で最も権威ある尋問術としての地位を保ちつづけた。ミランダ事件を受け、パーカーは1955年のナンシー殺人事件の自白は強要によって引き出されたものであるとして、人身保護訴訟を提起したが、ネブラスカ州最高裁判所はパーカーの要求を却下した。1970年、パーカーは模範囚として仮釈放され、アイオワ州へと移住していった。
リードは1982年に没したが、リード社はその後も存続し、2013年時点ではリードに雇用されていたジョセフ・バックリーが社長としてリード社を率いていた。同年時点でリード社は「世界の他のどの会社よりも数多くの尋問者を訓練した」と称しており、リード・テクニックは多くの異なるタイプの法執行機関、とりわけ北米で大きな影響力を持つ機関に採用された。

### 実際の手順
リード・テクニックは3段階の工程で構成されており、事実の解析から始まり、次いで行動分析インタビュー（行動情報の調査のために設計された非対面形式のインタビュー）が続き、必要に応じて9段階構成のリード式尋問を実施する。工程の行動指針に依れば、インタビューと調査によって得られた情報により、被疑者がその犯罪に関与していることが明白である場合のみ、個別の尋問を実施することとされている。
リード・テクニックに於いては、尋問は刑事告発を実施する工程であり、捜査官は容疑者に対して「調査の結果、容疑者自身が犯罪へ関与したことを明確に示している」と始めに伝えた上で実行される。尋問は質問と回答の形式（疑問文）ではなく、捜査官によって提示された独白形式を取る。尋問中の捜査官の態度としては、理想的には容疑者を理解し、忍耐強く接し、決して軽蔑しないことが求められる。リード・テクニックの利用者の目標は、容疑者が徐々に真実を語ることに慣れさせていくことであり、それは捜査員の最初の想像力と、容疑者による様々な心理学的構成要素の自己正当化によって達成される。
例えば「この行動が計画的であったか、それとも衝動的なものであったか」という質問により、容疑者に罪悪感が惹起されることがある。これは選択的疑問文とも呼ばれ、罪悪感の暗黙の仮定に基づいたものである。勿論、こうした主題に対しては常に第3の回答として「関与を全面否定する」という選択肢が残されてはいる。批評家はこうした戦略を危険と見做しており、確証バイアス（それは不正確な信念や仮定を強化する可能性が高い）により捜査の結果選択の幅を時期尚早に狭めてしまう可能性があることを主張している。

#### 9段階の尋問
リード・テクニックで用いられる9段階の尋問は以下のとおりである。
1. 捜査官は容疑者に対して直接的且つ対決的な姿勢で望むことを基本とする。捜査官は容疑者に対して「このような証拠により、警察は被疑者を犯人として認知するに至った」という事実（なお、この事実は実在か架空かを問わない）を伝達する。そして、容疑者に「何故その犯罪が起こったか」を説明させるための機会を早い段階で提供する。この際、容疑者のボディーランゲージに注目する。不自然な反応が見られた場合には嘘の兆候と解釈する。
2. 第1段階とは打って変わり、捜査官は可能な限り、非難の矛先を容疑者自身にではなく、容疑者を犯罪に導くに至った他人の存在や状況に向けるように努力する。すなわち、容疑者が犯罪を心理的に正当化したり、あるいは弁解する理由を考えるような主題を提供するのである。容疑者が最も強く反応するものを見出すために、主題は捜査員によって適宜変更や再構築（なお、これについても実在か架空かを問わず、時にブラフを掛けることも許容される）が行われる。この段階が、9段階の尋問で最も長時間に及ぶ。
3. 捜査員は可能な限り容疑者の拒否の頻度を低く抑えるよう努める。具体的には捜査員は再び対決的な姿勢を強め、第2段階で容疑者の拒否の割合が少なかった場合には、有罪の可能性が高いと判断する。この段階では容疑者が質問に対する否定の発言を行おうとした場合、捜査員はそれを遮って否定の発言を中断させることができる。段階の進行により容疑者の拒否が徐々に弱まっていく状況を確認する。
4. この時点で容疑者は多くの場合「何故自身が犯罪に関与しなかった、あるいは関与できなかったか」についての理由を示す。この理由に基づく形で、容疑者が最終的に「何をしたか」について確認する方向へと進んでいく。捜査員は通常、こうした理由を示す容疑者を「まず間違いなく有罪である」と解釈し、一旦は容疑者の発言を素直に聞き入れて、通常の拒否の発言とは別口で処理することを基本とする。容疑者の拒否の発言を頭ごなしに否定する第3段階とは異なり、柔軟な姿勢を見せることで、容疑者の防御姿勢をより容易に突き崩すことを期待するためである。
5. 捜査員は容疑者が受容的な態度を維持するよう、誠実さをより強めて接する。具体的には第4段階の際に、容疑者が防御の姿勢を強めて緊張し、混乱し始めたと見受けられる時にこの段階へと移行する。容疑者の口数が減り、捜査員の話を聞く割合が極端に増えた段階で、捜査員は口調を誠実なものに切り替え、容疑者に体を寄り添わせて囁いたり、優しげで巧みな言葉を選んで容疑者を諭すようにする。
6. 容疑者が冷静になり、捜査員の話に耳を傾けるようになった段階で、捜査員は議論の主題を「選択的疑問文の提供」へと移行させる。この時点での容疑者の涕泣の有無により、捜査員は容疑者の持つ罪悪感を推測することができる。容疑者の降伏が間近であることを示す段階であり、捜査員は容疑者とのアイコンタクトを特に重視して話しかけることが重要である。
7. 捜査員は容疑者に対して、「何が起こったか」についての二者択一の選択的疑問文を提示する。この際、一方はより社会的に受け入れられやすい選択肢となるように努める。これにより、容疑者がより簡単な選択肢を選んで回答することを期待するのであるが、容疑者はどちらの回答を選んでも罪悪感が想起されるように仕向けられている。前述のように、容疑者は「犯罪に決して関与しなかった」主張を維持するため、第3の選択を行う機会も常に残されてはいる。
8. 捜査員は目撃者の存在を仄めかすことで罪の容認を反復させ、自白の正当性を立証するための裏付け情報を引き出すように容疑者を誘導する。この段階では、容疑者がより積極的に犯罪の側面について独白することを奨励する。独白の際に容疑者の語彙が乏しいと見られる場合には、適宜捜査員が適切と見られる語彙や表現の補足を行い、容疑者との対話を継続させる。
9. 捜査員は容疑者の自認や懺悔に基づいた文書を起草し、音声やビデオ、あるいは書面などの形で陳述資料（英語版）を作成する。

ウェイン州立大学は、自ら保有するミシガン州警察の尋問手引書の着目点として、容疑者は第8段階まで自発的に発言する機会が殆ど与えられておらず、警察側も第9段階の終わりに陳述資料を作成するまで容疑者の自白の自発性に殆ど関心を払っていないことの2点を挙げている。ジュリア・レイトンに因ると、米国で事情聴取の際一般的に用いられる取調室のレイアウトは概ね全州で共通しており、「狭く薄暗い室内で、容疑者は座り心地の悪いパイプ椅子に座らされる」ことで、容疑者の不快感と無力感を最大限にする心理的効果を有しているともされる。欧米の警察には俗に良い警官・悪い警官と呼ばれる尋問の基本テクニックが古くから存在しているが、これもまた被疑者の恐怖と不安を元に自白をより引き出しやすくするための技法の一つであった。

### 暗転
1988年、ネブラスカ州立刑務所にてウェズリー・ピーリー受刑者が獄死し、顧問弁護士が「ピーリー受刑者こそが、1955年のナンシー・パーカー殺人事件の真犯人であった。」という事実を、1978年に秘密裏にピーリー受刑者が執筆した秘密の暴露を含む回想録と共に公表した。リード・テクニックの名声を確立した事件で最大の証拠とされた、リードによって引き出された自白が誤りであったという事実は、法学者の間では大変な衝撃として受け止められた。
ピーリー受刑者の新事実から、リード・テクニックに疑義を呈した法学者の一人が、ウィリアムズ大学のソール・カッシンである。カッシンは1978年より「陪審員の判断に影響を与える心理的要因」の研究を開始し、悪名高いミランダ事件を始めとする冤罪事件の多くで「被疑者の自白の有無」が評決に決定的な影響を与えていた法則性を発見した。陪審員達はたとえアリバイや指紋等の物証が被疑者の関与を否定していたとしても、被疑者の自白が存在した場合、ほぼ確実に全員が有罪の評決を下していたのである。カッシンは、ミランダ事件でも捜査員の有力な教本として機能していたとされる「Criminal interrogation and confessions」の初版本を一読した際、「心理学の悪い教本であり、実証的証拠に基づかない主張に満ちていた。」という第一印象を持ったという。
カッシンはリード・テクニックと虚偽の自白の関連性を調べるため、自らの研究室に集う大学生を対象に秘密裏に下記のような手順で実証研究を行った。
1. 研究室の学生達が用いているパーソナルコンピュータにキーロガーと、「Altキーが押されるか、実験開始から60秒が経過すると自動的にクラッシュを起こす」秘密のプログラムを仕込んでおく。
2. カッシン教授は学生達に「パソコンの調子が悪いので、Altキーは絶対に押さないように。」と事前警告しておく。
3. 学生達がパソコンで作業に入った後、カッシン教授は任意のタイミングで実験を開始する。学生がAltキーを押そうが押すまいが、いずにしてもパソコンはクラッシュを起こす。
4. カッシン教授は学生と対峙し、非難的な口調で「何故警告したのにAltキーを押したのか？」と強く叱責する。キーロガーの記録上、実際にはAltキーを押していない学生でも、1/4近くがこの時点で「自身がAltキーを押した結果、パソコンをクラッシュさせてしまった。」と虚偽の自白を行った。
5. キーロガーの記録上、実際にはAltキーを押していない学生のうち、押下を否定する残る3/4にはカッシン教授が事前に打ち合わせた別の学生を立ち会わせて、「私はこの学生がAltキーを押すところを見た。」と偽証を行わせた。この結果、虚偽の自白を行う学生の割合が急増し、数回の実験の中ではAltキーを押していない学生の殆ど全員が虚偽の自白を行ってしまった例すらあった。

カッシンはこの実証実験を「コンピュータのクラッシュパラダイム」と名付け、欧米各地の心理学者に実験結果のコピーを送付すると共に、リード・テクニックに疑義を持つ学者達に実験の追試を依頼しているが、カッシンは一連の実験の後にリード・テクニック全般に対してミルグラム実験よりも遥に残酷であるとまで断言した。

### 更なる危険性の実証
カッシンの実証実験の後、過去の冤罪事件と虚偽の自白、その際の自白を引き出したプロセスについての検証は更に進んでいった。カッシンの研究に因れば、悪名高いセントラルパーク・ファイブのような事件で有罪判決を受けた者を含む、有罪判決後にDNA型鑑定で無罪となった313人のうち、1/4以上が虚偽の自白を行っていたとされる。
2000年代に入ると、批評家の間ではリード・テクニックは余りにも簡単に虚偽の自白を生み出す技術であるということが常識となっていき、とりわけ少年や、母国語ではない第二言語話者、知的障害を含む精神障害に起因する言語障害やコミュニケーション障害を持つ人々にその危険性が高いことが突き止められていった。
2012年にカッシンら研究グループは米国で過去に発生した冤罪事件59件の分析結果を公表し、59件中49件が目撃者の見間違いや法医学的検証の誤りがあり、うち30件は法廷での証拠採用の第一に容疑者の自白の有無があったことが判明した。カッシンは「一度虚偽の自白が行われてしまうと、その後裁判所に提出される資料は全て虚偽の自白を補強するためのものになる可能性がある」ことを示唆し、虚偽の自白の存在が明かになった事件であっても、自白の後に提示された物証が決め手となり、控訴や再審請求が難しくなる事例についての懸念を示している。極端な例として、米国の法医学者のグレッグ・ハンピキアンと英国の神経科学及び法科学者のイティエル・ドロールの検証として、真犯人が別に存在していることが既に明らかとなっている1993年に発生した強盗・集団暴行事件（ロビンソン対連邦政府事件）において、懲役20年の罪を受けたケリー・ロペス・ロビンソンのDNAと、現場で採取された犯人のものとされるDNAサンプルを、米国の著名な17人のDNA鑑定士にサンプルについての詳細を伏せたまま鑑定を依頼したところ、17人中16人が「2つのDNA型は一致しない」との回答を得た実例がある。虚偽の自白や冤罪事件を数多く取材してきたダグラス・スターは、次のような論評を残している。
素朴な人々ほど、司法制度の公正を信じて、他できっと何かがうまくいくと確信しているため、より自白を多く行ってしまう傾向がある。問題は「自白が全てに勝る」ということにある。自白は非常に説得力があるため、誰かが自白をすると時に物理的な証拠ですらねじ曲げられるのである。--ダグラス・スター
リード・テクニックでは尋問中に「容疑者が捜査員から目を逸らしたり、前屈みになる。」「腕を組む」等といったボディーランゲージが、容疑者の嘘の兆候であると解釈されているが、ダグラス・スターはそうしたボディーランゲージは「容疑者の捜査員に対する恐怖や不安の結果現れるものであり、証言の真偽とは無関係である」とも指摘している。
そして、ソール・カッシンも次のように述べた上で、虚偽の自白の発生率と容疑者の人種や年齢、性別といった人格とは何の関連性もなく、尋問手法によっては何処の誰であっても虚偽の自白に追い込まれる可能性があることを警告した。
現実であるかのように見える自白は、たとえ目撃者や法医学によって裏付けられたとしても、実際には誤りである可能性がある。--ソール・カッシン
幾つかの欧州諸国では、特に少年の場合に生じる可能性がある虚偽の自白や冤罪の危険性が認識されているため、法執行官が容疑者に対して嘘を吐くことが許容されている米国の複数の尋問技術の使用を禁止している。一例として、ドイツの刑事訴訟法（Strafprozessordnung、StPO）は、第136条Aに於いて尋問の際の脅迫や詐欺の使用を禁止している。リードの手法は「容疑者に対して黙秘権が存在することを十分に通知しなければならない」という、StPO第136条にも規定されたドイツの警察の義務とも矛盾している。
カナダでは、2012年にアルバータ州裁判所判事のマイケル・ディンケルが、リード・テクニックを用いて引き出された自白は証拠能力がないという評決を下し、「リード・テクニックの使用を禁止するカナダ国内法は未だ存在しないが、リード・テクニックは推定無罪の近代刑法の基本原則と、黙秘権という被疑者の持つ人権の双方を消滅させうる能力があると信じる。」「リード・テクニックの使用は、圧倒的で抑圧的な状況の中、虚偽の自白をもたらし、罪のない人々を不当に投獄させうるものであり、可能な限り強力な言葉で、この手法の使用を非難する。」とまで述べた。ヨーク大学の心理学者であるティモシー・ムーアはディンケル判事の声明を受け、「リード・テクニックは、本質的には推定有罪の原理の下に自白を引き出すことに極度に特化した、対立的で心理的な操作が可能な技法である。」との論評を述べた。
2013年12月には、アメリカ連邦捜査局（FBI）の機密文書であった尋問手順書が未修正のままアメリカ議会図書館にて全文公開されてしまい、手順書の内容を確認したアメリカ自由人権協会（ACLU）は、FBIの特別捜査官がリード・テクニックを用いている事態に懸念を表明した。
リード・テクニックの乱用は、法執行官が容疑者を攻撃的に取扱い、罪悪を証明する証拠の提示に際して容疑者に嘘を吐く行為が含まれている。映像や遺伝学に基づく誇張された証拠の主張は、「危害の脅威」と「寛容の約束」などの強制的な戦術と組み合わされたとき、無実の被疑者を心理的に圧倒する可能性がある。2003年にオンタリオ州で発生した宝石強盗事件では、強盗が発生した際にバスに乗っていたはずの男性が虚偽の自白を元に起訴されてしまい、無罪評決を得た後にハミルトン警察を告訴している。
2015年、ジョン・E・リード・アンド・アソシエイツ社を含む8つの団体は、1992年に当時11歳のホリィ・ストーカーに対する強姦殺人に関する不当な有罪判決を受けたフアン・リベラと和解した。レイプ・キットにより採取されたDNAや、（リベラが過去に犯していた）非暴力の強盗の刑事訴訟に伴いリベラに装着されていた電子式足首モニターのログを含む数多くの証拠がリベラが犯人である可能性を除外していた。しかし、リベラはリード社で2度のポリグラフ検査を受けた数日後に行われた警察での尋問で、ストーカーに対する犯罪について誤った自白を行ってしまった。無罪評決の後、リベラは誤認逮捕と悪意の起訴に関する訴訟を提起し、リード社は200万米ドルをリベラに支払うことで法定外で和解した。前述の妻の殺害の嫌疑で投獄されたダレル・パーカーも、2011年に不法な有罪判決でネブラスカ州に民事訴訟を起し、州は500,000米ドルの賠償金をパーカーに支払うこととなった。

### 代替モデル
英国にて開発されたPEACEモデル（Preparation and Planning, Engage and Explain, Account, Closure and Evaluate）は、「捜査官と被疑者の対話を促進する」ことを目的としており、極めて厳格且つ体系化された尋問様式が定められている。
英国では1984年に国内法執行機関、及びイギリス軍等の対外機関も含める形で容疑者に対する尋問に関して厳しい基準を定めた1984年警察・刑事証拠法（Police and Criminal Evidence Act 1984、PACE）がイングランドとウェールズで導入され、北アイルランドは1989年、スコットランドも1995年までにはPACEの規定が準用されることとなった。こうした動きの中、1991年から1992年に掛けてバーミンガム大学のジョン・ボールドウィンが内務省にて4つの英国構成国の400以上の事件の尋問内容を調査し、実に1/3以上に何らかの技術的・あるいは人為的な問題点が存在していたことを指摘したことが契機となってPEACEモデルの研究開発が行われ、1993年にイングランドとウェールズで最初の導入が始まった。
PEACEモデルは虚偽の自白の危険性を減らすことを最大の目的として、法学者や弁護士、心理学者、警察官の共同作業で策定が進められ、リード・テクニックとは対照的に自白の獲得を最大の目的とはせず、公正性が担保されたオープンな調査と、容疑者の発言の積極的傾聴を元に真実の特定を目指すことを目標としている。そのため、主導的な質問や心理的な操作、極端な圧力や存在しない証拠の提示、自白を促すための特別な話術といった、虚偽の自白を誘発しかねない要素を排除していることや、容疑者の証言の中における加害者の知識を過大評価していないこと、容疑者が未成年の場合には親権者の立ち会いの下で尋問が実施されることなどが特徴である。
PEACEモデルは2006年にニュージーランド、2010年にオーストラリア、2016年にノルウェーにも導入が行われていった。2015年には王立カナダ騎馬警察もPEACEモデルに影響を受けた新たな尋問基準を制定した。新基準の訓練に当たるダレン・カー巡査部長は、「刑事コジャックは減り、フィル博士が増えるだろう。」と述べた。新基準では容疑者を圧倒する欺瞞的な情報の使用を避け、自白を引き出すことよりも情報収集を重視し、容疑者の有罪を捜査官に推定させる行為を阻止するものとなっている。
調査面接を主要技術とするPEACEモデルは実験室の評価では虚偽の自白を最小限に抑え、真実の自白を得る意味において、尋問技術であるリード・テクニックよりも優れていることが証明されており、実証研究に於いてはPEACEモデルによって問題のある調査手法が明らかに減少したことも示されているが、一方でクラークとミルンの報告書ではPEACEモデルの導入による捜査への影響力は非常に限定的であることも示されたという。
豪州ニュー・サウス・ウェールズ大学のデビッド・ディクソンは、英国と米国で尋問の様式にこれほどの差異が生じた理由について、冤罪の発生に対する捜査当局の受け止め方の差を挙げている。英国では1990年代に入るとギルフォード・フォー・アンド・マグワイア・セブン（1975-76年発生、1989-91年無罪確定）、バーミンガム・シックス（1975年発生、1991年無罪確定）といった冤罪事件が次々と明らかになり、特に1988年に発生し1992年に無罪であることが示されたカーディフ・スリーの例では、司法当局が捜査当局に対してその捜査及び尋問手法を過去に例がないほどの強い言葉で非難した。捜査当局がこうした過ちを真摯に反省したことから、PEACEモデルの開発に繋がったのだとしている。しかし、ディクソンは一方で英国型の調査面接手法は、米国型の尋問手法に比較して必ずしも全面的な優位を持つものではなく、一定の限界も存在していること。現場の警察官の間では未だにリード・テクニックの書籍が副読本として読まれ続けていること。そしてなによりも深刻な事実として、対テロ戦争に従事する捜査関係者の間では、米国の拡張尋問術への高い評価や強い関心が確実に存在していることなどを挙げている。
なお、米国では2009年にバラク・フセイン・オバマ米国大統領により拡張尋問術の禁止を宣告する大統領令が発布されて以降、高価値抑留者尋問群（HIG）と呼ばれる新たな対外機関向け尋問手順が策定され、尋問に於ける非人道的行為を抑制する方策が採られている。

### リード社による改善
2000年代にリード・テクニックの技術面の欠陥が激しく非難され、特に欧州に於いて尋問手法からリード・テクニックを明確に排除する動きが広まってきたことを受け、リード社は2010年代に入ってリード・テクニックの運用基準に下記の8条件を加え、法執行機関にこれを遵守するよう声明を発表した。
1. 被疑者に対して（自白を前提とした）寛大さを約束してはならない。
2. 被疑者に対して（自白しなかった場合に）身体的危害が加わることを示唆するような脅迫を行ってはならない。
3. 被疑者に対して過度に長時間尋問を行ってはならない。
4. 被疑者の人権を否定してはならない。
5. 被疑者が（排便、睡眠、喫食その他の）身体的要求を満たす機会を否定してはならない。
6. 捜査員の側から被疑者に犯罪の詳細に関する情報を提供することは慎まねばならない。これは被験者が自白した場合の秘密の暴露をより確実なものとするためである。
7. 被疑者が少年または精神的、心理的障害のある個人の場合には尋問に際して特別な注意を払わねばならない。
8. 被疑者の自白は捜査の終わりではない。被疑者の自白の信憑性を評価するために、自白の詳細を更に検証しなければならない。

しかし、この声明はしばしば同社のプレスリリースに於いて、過去の冤罪事件に対する「この基準を遵守していれば、冤罪は起きなかったであろう」という弁明の意味で用いられていることも少なくないのが実状である。
同社はまた、2009年時点でリード・テクニックで重視されていた被疑者のボディーランゲージのうち、少なくとも「捜査員とのアイコンタクトを回避する行為に関しては、被疑者が嘘を吐いているか否かという命題とは関連性がなかった」ことを認めており、嘘吐きに関する新たな知見として「捜査員に対して質問を繰り返すことを要求する傾向」があり、「"今から真実を話す"、"今後は正直になる"という語り出しで独白を始める」などといった特徴があることが語られている。

## 日本における動向
日本ではリード、インバウ共著の「Criminal interrogation and confessions」が、1990年に渡部保夫らにより「自白:真実への尋問テクニック」と翻訳され、日本の官公庁に強い販路を持つぎょうせいによって出版された。
日本の警察の歴史上は、1945年の日本の敗戦に伴い、対外機関である旧日本軍（大日本帝國陸軍憲兵隊と大日本帝國海軍特警隊）、及び国内機関である内務省や特別高等警察が解体されたことにより、尋問の際に拷問を用いる手法が公的には排除された。事情聴取に於いては戦前から「ホシ（真犯人）が落ちる（自白する）」という隠語と共に、「落とし」と俗称される独特の尋問術が、刑事や警察官の間で口頭伝承や職人の徒弟制度に似た相伝のような形で技術承継されており、紅林麻雄や平塚八兵衛、小山金七などが「落としの名手」として知られていた。刑事ドラマ等でも、こうした日本的な尋問術の達人はしばしば「落としの◯◯」という異名を持つ人物として肯定的に描かれているが、日本弁護士連合会に因ると日本警察の「落とし」の技法には欧米のようなはっきりとした技術体系は確立されておらず、その内容は個々の捜査員によって様々であるとされている。
紅林や平塚のように身体的暴力を伴う拷問を用いた者から、刑事ドラマでよく見られるステレオタイプであるカツ丼を私費で奢ることで情をほだす者、北芝健のように心理学的な手法を用いたことを主張する者、小川泰平のように大声で恫喝することを肯定する者、公安警察の古川原一彦のように「政治犯の取調べには自分の人生の全てをぶつける」ことをモットーとした者まで幅があるとされており、こうした「落としの名手」によって得られた自白が公判で過度に重視された結果、様々な冤罪事件を生み出す要因になったことは、欧米の事情とある程度共通している。